# Павлиньи скаты
Павлиньи скаты (лат. Pavoraja) — род скатов из семейства ромбовых скатов отряда ромботелых скатов. Это хрящевые рыбы, ведущие донный образ жизни, с крупными, уплощёнными грудными плавниками в форме ромба и выступающим рылом. Рот поперечный или выгнут в виде арки. На вентральной стороне диска расположены 5 жаберных щелей, ноздри и рот. На тонком хвосте имеются латеральные складки. У этих скатов 2 редуцированных спинных плавника и редуцированный хвостовой плавник. Обитают в восточной части Индийского и в западной части Тихого океана. Встречаются на глубине до 731 м. Достигают длины 36,9 см. Откладывают яйца, заключённые в четырёхконечную роговую капсулу.
Название рода происходит от лат. pavo — «индейка» и лат. raja — «хвостокол».

## Классификация
В настоящее время к роду относят 6 видов:
- Pavoraja alleni McEachran &  Fechhelm, 1982
- Pavoraja arenaria Last, Mallick & Yearsley 2008
- Pavoraja mosaica  Last, Mallick & Yearsley 2008
- Pavoraja nitida (Günther, 1880)
- Pavoraja pseudonitida Last, Mallick & Yearsley 2008
- Pavoraja umbrosa Last, Mallick & Yearsley 2008